# Sarah Diouf
Sarah Diouf, née à Paris en 1988, est une styliste sénégalaise, ayant fondé en 2016 la marque Tongoro, et comptant parmi ses clientes, notamment, Beyoncé.

## Biographie
Sarah Diouf est née à Paris en 1988, d’une mère sénégalo-centrafricaine et d’un père sénégalo-congolais. Elle grandit en Côte d'Ivoire jusqu'à ses douze ans, date du coup d'Etat de 2000. 
Elle effectue des études supérieures en communication et en gestion du marketing à Paris, notamment à l’INSEEC de Paris,.
En 2009, elle fonde un webzine, Ghubar, un « espace de promotion des artistes africains et arabes dans le monde de l’art, de la culture et de la mode »,. En 2015, elle poursuit avec Noir, un magazine sur l’art de vivre et le stylisme africains. 
Désireuse de créer une marque de vêtements « made in Africa », elle s’installe en 2016 à Dakar et y crée la marque Tongoro (qui signifie « étoile » en sango, langue de la République centrafricaine), avec des pièces fabriquées en Afrique et vendues en ligne,,,.
En 2018, Beyoncé s’affiche en Tongoro lors de vacances en Italie puis apparaît dans son long-métrage musical Black is king vêtue d’un ensemble noir et blanc, signé Tongoro : la notoriété de la marque bondit,,. 
En 2019, Sarah Diouf présente au monde son bijou facial Cairo, inspiré des maquillages traditionnels Wodaabe, dans la collection Tongoro Tribe. Créant une ligne dorée qui sépare symétriquement le visage en deux, le bijou devient emblématique après avoir été porté par Naomi Campbell et Alicia Keys. La marque s'étend à la mode masculine avec la collection Môgô et habille notamment Burna Boy.